# Powiat łańcucki (II Rzeczpospolita)

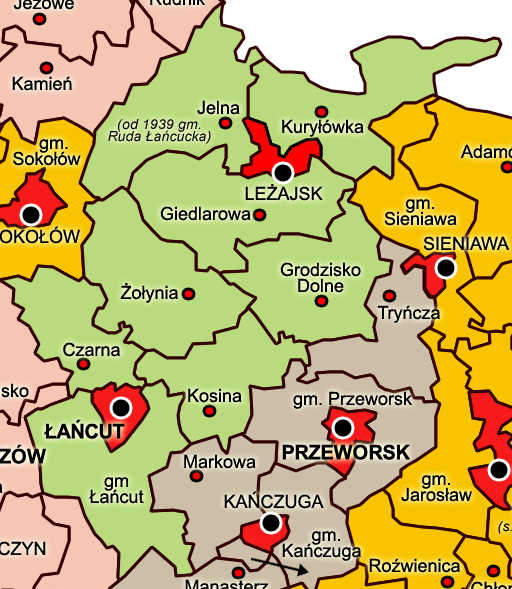

Powiat łańcucki – powiat województwa lwowskiego II Rzeczypospolitej. Jego siedzibą było miasto Łańcut. 1 sierpnia 1934 r. dokonano nowego podziału powiatu na gminy wiejskie.

## Starostowie
- Tadeusz Łodziński (-1929)[2][3]
- Leonard Chrzanowski (1930-lipiec 1933)[4][5][6]
- Stanisław Robert Bogusławski (-1937)[7]
- Mieczysław Stożko (1937-)[8]

Zastępcy
- Adam Pokiński (1931-)[9]

## Gminy wiejskie w 1934 r.
- gmina Łańcut
- gmina Czarna
- gmina Żołynia
- gmina Kosina
- gmina Grodzisko Dolne
- gmina Giedlarowa
- gmina Jelna[10]
- gmina Kuryłówka

## Miasta
- Łańcut
- Leżajsk

## Miejscowości
- Tarnawiec Stary (od 11 marca 1939, wcześniej Dornbach)[11]